# FMふじやま
株式会社FMふじやま（エフエムふじやま）は、山梨県南都留郡富士河口湖町、富士吉田市、南都留郡鳴沢村の各一部地域を放送区域として超短波放送（FM放送）を営む特定地上基幹放送事業者である。
FMふじやまの愛称でコミュニティ放送を行っている。

## 概要
エフエム甲府、エフエム八ヶ岳に次ぐ山梨県三番目のコミュニティ放送局として開局した
。
周波数は77.6MHzで、これは富士山の標高3776mの下三桁に因む
。
放送エリアは、富士河口湖町、富士吉田市、鳴沢村。

### 放送内容
「往年のヒット曲を中心に24時間放送する」との心意気でスタートしている。
2019年（令和元年）6月の通常時の自社制作番組は、朝の「Good Morning ふじやま」と、昼の「ふじやまワールドミュージック」の2番組で、夕方の自社制作番組はない。「ふじやまワールドミュージック」は、夜半より再放送が行われている。
番組は、日曜深夜を含めて24時間放送。自社制作番組以外の時間は、ミュージックバードの番組を放送。 なお、隣接地域のエフエム富士五湖もミュージックバードの番組を配信しているため、両局が同じ番組を放送している時間帯もある。
ただし、7月から9月までの富士登山のシーズンは、登山者のために、山の気温や天候などの気象状況、富士山に関する観光情報を放送する。英語による情報や注意事項の放送も予定されている。さらに、地震や台風などの災害時には災害情報の放送を最優先する。

## 歴史
設立者は都留市回生堂病院理事長の功刀融。南都留郡内にコミュニティ放送局がなかったため、2012年（平成24年）頃から都留市内での開局を構想、2014年（平成26年）からは民間事業として有志により準備を進めていた。同じ頃、富士河口湖町は富士山が世界文化遺産に登録されたことや、平成26年の大雪などを受け、観光情報と防災情報を発信するために、ラジオ局の誘致を行っていた。
結果、観光の中心である富士山近辺での開局が決まり、2014年12月16日に特定地上基幹放送局の予備免許を取得、
翌2015年（平成27年）3月13日に特定地上基幹放送局の免許を取得

、15日に開局した。開局特別番組には渡邊凱保富士河口湖町町長が出演し、防災・観光情報の発信、地域活性化に期待する旨を述べた。さらに、防災無線が聞き取りにくい地域へ災害情報を提供するにも役立つ、とも述べた。

## 番組
- Good Morning ふじやま（月曜日 - 金曜日 8:00 - 8:55）
  - パーソナリティ 渡辺博子（月）・小倉浩二（火）・綾瀬智子（水）・佐藤史親（木）・染谷剛（金）
- ふじやまワールドミュージック（月曜日 - 金曜日 12:00 - 15:00）
  - パーソナリティ 雨宮知帆子（月）・小松かおり（火）・石部典子（水）・柳瀬ゴロー（木）・堀内詠子（金）
- 神部冬馬のピースフルデイズ（木曜日 9:00 - 10:55）
  - パーソナリティ 神部冬馬・渡辺博子